# Vittorio Ambrosio

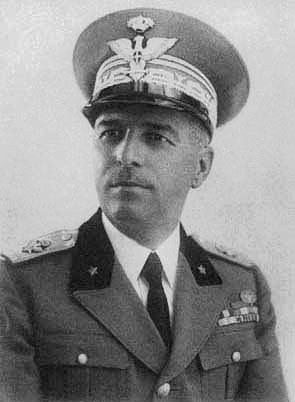
Vittorio Ambrosio

Vittorio Ambrosio (28 de julio de 1879-19 de noviembre de 1958) fue un general italiano famoso por su rápida victoria en la Invasión de Yugoslavia de abril de 1941. Ambrosio participó a la primera y Segunda Guerra Mundial. Fue negociador en el armisticio de Italia del 8 de septiembre de 1943.

## Vida
Vittorio Ambrosio nació en Turín de una familia burguesa. Cursó en la academia militar de Módena graduándose como oficial de caballería, y sucesivamente participó en las guerras coloniales de Italia.
Fue teniente en la guerra italo-turca en Libia distinguiéndose en 1912.
En 1932 fue ascendido a general de División. Durante la Segunda Guerra Mundial obtuvo una rápida victoria en la conquista de la parte costera de Yugoslavia en abril de 1941, que le dio fama internacional.

En Istria el general Ambrosio estaba al mando de la "Seconda Armata" (compuesta por 9 divisiones regulares y 4 divisiones motorizadas mas una de tanques) que tenía planificada la conquista de Lubiana y de toda la costa da Dalmacia. En el enclave italiano de Zara el general Giglioli mandaba una guarnición de 9000 soldados, que tenía que atacar Spalato y Ragusa. En Albania el general Biroli estaba al mando de la "Nona Armata" (compuesta por 4 divisiones, con algunas tropas albaneses) que iba a ocupar Montenegro y Erzegovina. Todos los objetivos italianos fueron alcanzados en apenas seis días de ataque. Alberto Becherelli

El II Ejército ("Seconda Armata") Italiano al mando de Ambrosio cruzó la frontera yugoslava inmediatamente poco después del ataque alemán, enfrentándose al VII Ejército Yugoslavo, que ofreció escasa resistencia derrumbándose bajo los precisos y violentos ataques italianos, logrando ocupar en pocos días parte de Eslovenia y de Croacia y toda la costa de Dalmacia.
En efecto el 11 de abril las tropas italianas bajo el mando de Ambrosio empezaron el ataque, precedido por violentos bombardeos aéreos italianos de Spalato y Cattaro. El 12 los italianos conquistaron Lubiana y el 15 la división "Torino" entraba victoriosamente en Spalato. El 16 los italianos entraron en Ragusa de Dalmacia (en croato "Dubrovnik") desde Zara, uniéndose con las tropas italianas procedentes de Albania. El 17 de abril toda la costa dálmata estaba en poder italiano: los yugoslavos estaban completamente derrotados y millares de ellos se rendían sin combatir desde entonces. El 18 de abril Yugoslavia se rindió oficialmente.
El general Vittorio Ambrosio al mando de las divisiones italianas fue sucesivamente felicitado por el mismo Mussolini, que elogió su llamada "blitzkrieg italiana" en la parte adriática de Yugoslavia. Al mismo tiempo Vittorio Ambrosio recibió la Gran Croce dell'Ordine Militare di Savoia, por sus brillantes operaciones militares en Yugoslavia.
Desde mayo hasta finales de 1941 Ambrosio estuvo a cargo militarmente del Gobernación de Dalmacia y de la parte costera italiana del Estado Independiente de Croacia de Ante Pavelić, logrando una relativa pacificación de la inicial guerrilla de Tito.
En enero de 1942 volvió a Roma, donde fue ascendido a Jefe de Estado Mayor y en febrero de 1943 a Jefe de Gabinete designado de las fuerzas armadas en general para el ejército italiano.
Sucesivamente Vittorio Ambrosio, leal al Rey de Italia Vittorio Emanuele III, fue activo negociador en el armisticio de Italia del 8 de septiembre de 1943.
Ambrosio fue depuesto finalmente al cargo de inspector general del Ejército de Pietro Badoglio en noviembre de 1943, ante la insistencia de los Aliados que no confiaban en él por su pasado ligado a las guerras del Fascismo italiano.
Falleció en Alassio (cerca de Génova) en 1959.

## Condecoraciones
Comendador de la Orden Militar de Saboya

 Medalla guerra italo-turca

 Medalla guerra italo-austríaca 1915–1918 (4 años)

  Medalla Conmemorativa de la Unificación Italiana

 Medalla italiana de la Victoria